# Insigniti dell'Ordine supremo della Santissima Annunziata nel XVIII secolo

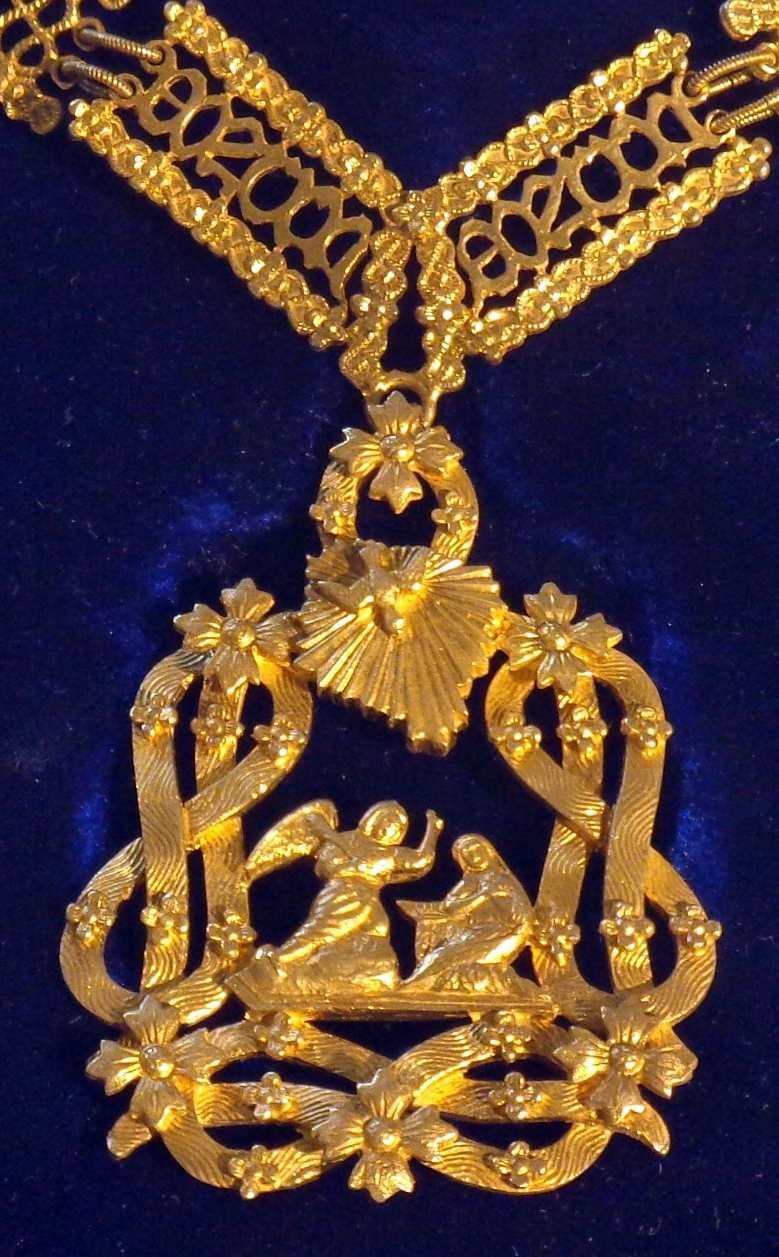
Ordine supremo della Santissima Annunziata

Elenco degli insigniti dell'Ordine supremo della Santissima Annunziata nel XVIII secolo.

## Vittorio Amedeo II
Vittorio Amedeo II  fu il XVII gran maestro dell'Ordine.

### Insigniti
1713
- Vittorio Amedeo Giuseppe di Savoia, principe di Piemonte
- Carlo Emanuele di Savoia, poi re di Sardegna
- Angelo Carlo Isnardi de Castello, marchese di Caraglio
- Giuseppe Gaetano Carron, marchese di San Tommaso
- Giuseppe Maria d'Allinges de la Chambre Seyssel, marchese di Coudre ed Aix
- Carlo Emanuele Cacherano, conte della Rocca d'Arazzo
- Bernardo Ottone Rehbinder
- Pietro di Lucas, conte di Allery

1714
- Nicola Placido Branciforte, principe di Butera
- Giovanni VI di Ventimiglia, marchese di Geraci
- Giuseppe del Bosco, principe di Cattolica

1717
- Giuseppe de Rudolfi, abate di San Gallo

1729
- Ernesto Leopoldo, Langravio d'Assia-Rheinfels-Rottenburg
- Eugenio Francesco di Savoia, conte di Soissons
- Ignazio Solaro di Moretta, marchese di Borgo San Dalmazzo e Dogliani
- Filippo Tana, marchese di Entraque
- Annibale Maffei, viceré di Sicilia
- Filippo Guglielmo Pallavicino, barone di Gignod e Saint Rhèmy, viceré di Sardegna
- Ottavio Francesco Solaro, conte di Govone e marchese di Breglio
- Giuseppe Michele di Piossasco Derossi, conte di None
- Enrico Antonio di Saluzzo Miolans Spinola, marchese di Garessio, viceré di Sardegna

## Carlo Emanuele III
Carlo Emanuele III fu il XVIII gran maestro dell'Ordine.

### Insigniti
1733
- Vittorio Amedeo di Savoia, poi re di Sardegna
- Luigi Vittorio di Savoia, Principe di Carignano
- Vittorio Amedeo Francesco di Savoia, marchese di Susa
- Ercole Tomaso Roero, marchese di Cortanze, viceré di Sardegna

1737
- Renato Augusto Birago di Vische, conte di Borgaro
- Carlo Vincenzo Ferrero, marchese di Ormea e Palazzo
- Giuseppe Roberto Solaro, conte di Govone e marchese di Breglio
- Filippo Sannazzaro, conte di San Nazzaro e Giarole
- Carlo Amedeo Sanmartino d'Aglie, marchese di Rivarolo, viceré di Sardegna
- Filiberto Antonio di Valesa, conte di Montalto e barone di Valesa
- Ignazio Giovanni Battista Isnardi de Castello, marchese di Caraglio
- Vittorio Amedeo Seyssel marchese di Aix e di Sommariva
- Francesco Saverio Valguarnera e Gravina, principe di Valguarnera, Gangi e Gravina, viceré di Sardegna

1740
- Celestino II (Gugger von Staudach), abate di San Gallo

1743
- Francesco Luigi d'Allinges, conte d'Aprèmont, viceré di Sardegna

1750
- Benedetto Maria Maurizio di Savoia, duca del Chiablese, principe di Bene e Dronero e marchese di Agliè
- Francesco Luigi Amedeo Solaro, marchese della Chiusa
- Gabriele Maria della Chiesa di Cinzano
- Luigi di Blonay, viceré del Sardegna
- Giulio Cesare Balbis Bertone, conte di Sambuy
- Francesco Emanuele Valguarnera, viceré di Sardegna
- Gaspare Giuseppe Solaro, conte di Moretta
- Carlo Gabriele Asinari di Bernezzo, signore di Mombercelli
- Teodoro Falletti, marchese di Barolo
- Giovanni Battista di Saluzzo, della Manta e Verzuolo
- Giuseppe Maria del Carretto, marchese di Santa Giulia, viceré di Sardegna
- Giuseppe Ottavio Cacherano d'Osasco, conte della Rocca d'Arazzo
- Ludovico Canalis, conte di Cumiana
- Francesco Girolamo Tapparelli, conte di Genola
- Francesco di Sales, conte di Chèteauvieux
- Vittorio Amedeo Maillard, marchese di Alby e conte di Tournon

1756
- Giovanni Battista Roero di Pralormo

1756
- Egano Lambertini, principe di Poggio Renatico

1763
- Carlo Emanuele di Savoia, poi re di Sardegna
- Vittorio Amedeo di Savoia, principe di Carignano
- Giuseppe Osorio Alarcèn
- Tommaso Ercole Villa, conte di Villastellone
- Renato Ignazio Roero di Revello
- Giovanni Battista Cacherano, conte di Bricherasio
- Vittorio Amedeo Costa, conte di Trinità, Carrà, Arignano e Polonghera, viceré di Sardegna
- Giovanni Requesens, principe di Pantelleria
- Giuseppe Sanmartino d'Agliè, marchese di San Germano e Rivarolo

1767
- Beda (Angehrn d'Hangelweil), abate di San Gallo

1771
- Carlo Giuseppe Solaro di Govone
- Giano Noyel di Bellegarde, conte di Entremont
- Dalmazio Sanjust, marchese di Laconi
- Francesco Tana, conte di Santena, viceré di Sardegna
- Antonio Benso, marchese di Cavour
- Giovanni Battista Noyel di Bellegarde, conte di Nangy
- Giovanni Ignazio Scaglia di Verrua
- Giuseppe Antonio Mazzetti, conte di Frinco
- Filippo Valentino Asinari, marchese di San Marzano
- Giuseppe Roberto Solaro, marchese di Breglio e conte di Govone e Favria
- Alessandro Vincenzo Ferrero, marchese di Ormea e Palazzo
- Roberto Giuseppe Berthoud di Malines, conte di Bruino
- Alessandro Eleazaro Doria, marchese di Ciriè e del Maro

## Vittorio Amedeo III
Vittorio Amedeo III  fu il XIX gran maestro dell'Ordine.

### Insigniti
1773
- Vittorio Emanuele di Savoia, poi re di Sardegna
- Maurizio di Savoia, duca di Monferrato, principe di Nizza e marchese di Verrua
- Eugenio Maria Ilarione di Savoia, conte di Villafranca
- Francesco Ottavio Provana, conte di Leynì
- Giuseppe Maria Damiani del Carretto, marchese di Saliceto e conte di Priocca
- Domenico Scarampi, marchese di Villanova e conte di Camino

1779
- Carlo Francesco Perrone, conte di San Martino

1780
- Carlo Felice Giuseppe di Savoia, poi re di Sardegna
- Giuseppe Placido di Savoia, conte di Moriana e principe di Montmèlian
- Carlo Emanuele di Valesa, conte di Montalto e barone di Valesa
- Vittorio Luigi di Hallot, conte di Hayes e Mussano e signore di Dorzano, viceré di Sardegna
- Giuseppe Lascaris di Ventimiglia, marchese di Rocchetta del Varo econte di Castellar, viceré di Sardegna
- Filippo Francesco Ferrero, marchese della Marmors, viceré di Sardegna
- Alberto di Viry
- Giuseppe Angelo Maria Carron di San Tommaso, marchese di Aigueblanche
- Claudio Maffei

1785
- Giuseppe Antonio Asinari Rossillon, marchese di Bernezzo

1788
- Carlo Emanuele di Savoia, principe di Carignano
- Casimiro Gabaleone di Salmour
- Paolo Giuseppe Coardi, barone di Carpeneto
- Carlo Matteo Mossi di Morano
- Giuseppe Ruffinotto di Cocconito Montiglio
- Angelo Maria Solaro di Moretta, viceré di Sardegna
- Carlo Gerolamo Balbiano, conte di Viale

## Carlo Emanuele IV
Carlo Emanuele IV fu il XX gran maestro dell'Ordine.

### Insigniti
1796
- Pancrazio I (Vorster von Will), abate di San Gallo e principe del Sacro Romano Impero

1799
- Alessandro Souvarov Rimniski, principe Italinski, maresciallo dell'Impero Russo
- Carlo Francesco Thaon, conte di Sant'Andrea con Revel
- Giuseppe Amedeo Sallier de la Tour, barone di Chevron